# Andrea Collinelli
Andrea Collinelli (ur. 2 lipca 1969 w Rawennie) – włoski kolarz torowy i szosowy, mistrz olimpijski oraz siedmiokrotny medalista torowych mistrzostw świata.

## Kariera
Pierwszy sukces w karierze Andrea Collinelli osiągnął 1987 roku, kiedy został wicemistrzem świata juniorów w drużynowym wyścigu na dochodzenie. Osiem lat później, podczas mistrzostw świata w Bogocie zdobył srebrny medal w indywidualnym wyścigu na dochodzenie - wyprzedził go jedynie Brytyjczyk Graeme Obree. W tej samej konkurencji zwyciężył również na igrzyskach olimpijskich w Atlancie w 1996 roku, a wraz z kolegami zajął czwartą pozycję, przegrywając walkę o brązowy medal z Australijczykami. Tego roku uczestniczył też w mistrzostwach świata w Manchesterze, gdzie wspólnie z Adlerem Capellim, Cristiano Cittonem i Mauro Trentinim zdobył złoty medal w drużynie, a indywidualnie był drugi, przegrywając tylko z Brytyjczykiem Chrisem Boardmanem. Drużynowe mistrzostwo Włosi w składzie: Capelli, Citton, Collinelli i Mario Benetton obronili podczas mistrzostw świata w Perth w 1997 roku, co więcej Andrea zdobył indywidualnie brązowy medal, plasując się za Francuzem Philippe'em Ermenaultem i Rosjaninem Aleksiejem Markowem. Dwa medale zdobył także na mistrzostwach świata w Bordeaux w 1998 roku, gdzie razem z Silvio Martinello był drugi w madisonie, a wraz z Capellim, Cittonem i Benettonem był trzeci w drużynowym wyścigu na dochodzenie. Collinelli mia wystąpić na igrzyskach olimpijskich w Sydney w 2000 roku, ale na mistrzostwach Włoch w tym samym roku w jego krwi wykryto niedozwolone środki, wobec czego został zawieszony na 10 miesięcy.